# School Ties
School Ties (Brasil: Código de Honra ) é um filme de drama estadonidense de 1993, dirigido por Robert Mandel.
No elenco, Brendan Fraser, Matt Damon, Chris O'Donnell, Anthony Rapp e Ben Affleck, entre outros.